# Molophilus (Molophilus) dilatibasis
Molophilus (Molophilus) dilatibasis is een tweevleugelige uit de familie steltmuggen (Limoniidae). De soort komt voor in het Afrotropisch gebied.